# Katarzyna Przyłuska-Urbanowicz
Katarzyna Przyłuska-Urbanowicz (ur. 1980) – polska antropolożka kultury, eseistka, tłumaczka i psychoterapeutka.
Absolwentka Międzywydziałowych Studiów Humanistycznych na Uniwersytecie Warszawskim. Współpracowniczka Instytutu Kultury Polskiej UW. Tłumaczyła m.in. prace Marca Augé, Michela de Certeau, Paula Gilroya, Richarda Shechnera i Victora Turnera. Publikowała m.in. w Dialogu, Dwutygodniku i Przeglądzie kulturoznawczym. Za zbiór esejów Pupilla. Metamorfozy figury drapieżnej dziewczynki w wyobraźni symbolicznej XX wieku została nominowana do Nagrody Literackiej „Nike” 2015 oraz otrzymała Nagrodę im. Andrzeja Siemka za rok 2014 przyznaną przez Literaturę na Świecie.

## Książki
- Pupilla. Metamorfozy figury drapieżnej dziewczynki w wyobraźni symbolicznej XX wieku (Słowo/obraz terytoria, Gdańsk 2014)